# Cryptotaenia
Cryptotaenia es un género  de plantas herbáceas perennifolias, originarias de Norteamérica y este de Asia, crece silvestre en lugares húmedos y sombríos.  Comprende 8 especies descritas y de estas, solo 6 aceptadas.

## Taxonomía
El género fue descrito por Augustin Pyrame de Candolle y publicado en Collection de mémoires 5: 42. 1829. La especie tipo es: Cryptotaenia canadensis (L.) DC.	

## Especies
A continuación se brinda un listado de las especies del género Cryptotaenia aceptadas hasta septiembre de 2012, ordenadas alfabéticamente. Para cada una se indica el nombre binomial seguido del autor, abreviado según las convenciones y usos.
- Cryptotaenia africana (Hook.f.) Drude
- Cryptotaenia calycina C.C.Towns.
- Cryptotaenia canadensis (L.) DC.
- Cryptotaenia elegans
- Cryptotaenia flahaultii (Woronow) Koso-Pol.
- Cryptotaenia japonica Hassk.
- Cryptotaenia polygama C.C.Towns.

## Usos
C. japonica se considera un condimento (similar a angelica) y usado como un tónico para  el fortalecimiento, se utilizan en ensaladas.  Parecido al perejil, su sabor es limpio y refrescante con un sabor ligeramente amargo.